# 스누라이프
스누라이프(SNULife)는 서울대학교 학생 전용의 포털 사이트로 강의정보 및 족보자료, 주변 음식점, 인근 주거정보 등을 공유하고 학내 사안이나 정치관련 토론, 연애에 관한 이야기 등을 나눌 수 있는 웹사이트이다. 1999년에 당시 대학원생이던 노정용, 박희원, 신승헌, 장우진, 한병우 다섯 명이 사이트를 개설하였고, 2010년 7월 기준 10만 여 명의 회원을 확보 중이며,  국내 대학교 커뮤니티 가운데 가장 많은 회원 수를 보유하고 있다. 서울대학교 정보화 사이트와 연동하여 서울대 학생 인증시스템을 구축하였다.

## 역사
1999년 설립 후 초창기의 스누라이프는 주료 학내의 여러 가지 정보를 제공하는 역할을 담당했다. 인터넷 사용인구의 증가로 점차 많은 서울대생들이 스누라이프의 유입되면서 정보 제공 역할과 더불어 상호토론 및 의사소통의 장으로서의 역할이 부각되기 시작하였다. 1990년대 이후 학생들이 함께 모여 토론하는 이른바 광장문화가 대학가에서 점차 약해지면서, 스누라이프는 인터넷상의 광장 역할을 맡게 되었다.
2006년 11월 한 사용자에 의하여 스누라이프의 보안 상태가 매우 취약하다는 사실이 밝혀졌다. 그리고 학생들의 사생활이 담긴 쪽지들을 누구나 열람할 수 있고 부정 인증을 통해 게시판에 글을 쓸 수 있다는 점이 언론에 알려졌다. 당시 서버를 관리하고 있는 서울대학교 중앙전산원에서 스누라이프를 임시로 닫았고, 스누라이프에서는 사과문을 내걸고 임시 게시판을 열었다. 2007년 1월 28일 기존 데이터베이스를 복구하고 정상적인 운영을 재개하였다.

## 언론에서의 인용
서울대학생 전용의 종합 커뮤니티포털이기 때문에 언론들이 스누라이프를 출처로 서울대학교와 관련한 이슈나 학생들의 생각과 고민에 관한 기사에서 종종 인용되기도 한다. 이와 관련해 서울대학교의 일거수 일투족에 선정적인 관심을 기울이는 기성언론의 모습과 스누라이프에서 형성되는 여론을 마치 서울대학생 전체의 여론인 것처럼 보도하는 것을 스누라이프 운영자가 비판한 바 있다.

## 같이 보기
- 서울대학교
- 고파스